# Hellyethira cubitans
Hellyethira cubitans är en nattsländeart som beskrevs av Wells 1979. Hellyethira cubitans ingår i släktet Hellyethira och familjen smånattsländor. Inga underarter finns listade i Catalogue of Life.